# Feliciano dos Santos
Feliciano dos Santos é um músico e ambientalista moçambicano, natural da Província de Niassa. Recebeu o Prémio Ambiental Goldman em 2008 pelo uso da música para promover a necessidade de melhorar as infraestruturas hídricas e o saneamento na região do Niassa.